# Shaw's/Star Market
Shaw's/Star Market est une entreprise américaine de grande distribution qui opère 169 supermarchés  dans la région de Boston et de Nouvelle-Angleterre, et qui est une filiale du groupe américain SuperValu. Shaw's/Star Market fut créé en 1860 à Portland, dans le Maine, par Bernard C. Shaw, qui y ouvrit une boutique vendant du thé. Le groupe a eu une expansion importante pendant plus de cent ans. Le groupe fut racheté par Sainsbury's en 1987. Le groupe fut revenu par Sainsbury's à Albertsons en 2004 pour 2,5 milliards de dollars. Lorsque ce dernier groupe fut revendu à un consortium, les boutiques Shaw's/Star Market furent intégrées au groupe SuperValu.